# Naturschutzgebiet Gauligletscher
Das Naturschutzgebiet Gauligletscher ist eine hochalpine Gletscher- und Flusslandschaft und ein Naturschutzgebiet im östlichen Berner Oberland. Es ist die grösste geschützte Auenlandschaft im Kanton Bern und ist als drittgrösstes Gletschervorfeld in der Schweiz nach jenen am Otemmagletscher im Kanton Wallis und am Rosegggletscher im Kanton Graubünden unter Schutz gestellt. Seit 2001 ist das Areal im Bundesinventar der Auengebiete von nationaler Bedeutung und als IUCN-Reservat Nr. 347591 in der Weltdatenbank der Schutzgebiete verzeichnet.
So wie auch die Auenlandschaft Sandey, das Hoch- und Flachmoor Träjen und die Trockenwiesen «Sandey» gehört das Reservat am Gauligletscher zum Landschaftsschutzgebiet Innertkirchen im Urbachtal.

## Geografie
Das 570 Hektar grosse Schutzgebiet gehört im Bundesinventar der Auengebiete von nationaler Bedeutung zur Kategorie «Gletschervorfeld». Der tiefste Abschnitt der geschützten Zone liegt auf 1880 m ü. M. und der höchste auf 2850 m ü. M. Sie liegt im südlichsten Tal der Gemeinde Innertkirchen am Oberlauf des Flusses Ürbachwasser im Vorfeld von vier Gletschern: Der Gauligletscher (mundartlich und neuerdings auf der Landeskarte der Schweiz Gouwligletscher) im Westen des Schutzgebiets ist mit einer Fläche von etwa 10 Quadratkilometern der grösste davon. Noch um 1900 lag seine Zunge viel weiter unten im Tal und bedeckte zusammen mit den ihm von der rechten Seite (von Süden) zufliessenden Nebengletschern nahezu die ganze Fläche des heutigen geschützten Talabschnitts.
Die anderen Gletscher, die bis Mitte des 20. Jahrhunderts noch mit dem Gauligletscher verbunden waren, sind der Grünbergligletscher, der Hubelgletscher und der Hiendertelltigletscher. Inzwischen sind alle diese Eiskörper stark abgeschmolzen und zum Teil in einzelne Restgletscher zerfallen. Die Gletscherabbrüche sind nicht mehr im Talboden, sondern weit oben an den Berghängen zu sehen. Seit der zweiten Hälfte des 20. Jahrhunderts ist ein neuer hochalpiner Bereich des Gletschervorfelds ausgeapert. Als das Schutzgebiet 2001 eingerichtet wurde, waren einige seiner Randgebiete noch von Eis bedeckt. Heute (Stand 2023) haben sich die Gletscher weiterhin stark zurückgezogen, so dass einige neue Flächen des Gletschervorfelds ausserhalb des Schutzperimeters von 2001 liegen. Weil das Gletschertor am Gauligletscher in stets grösserer Höhe liegt, nimmt die Länge des Ürbachwassers zu.
Die ausgedehnte Hochgebirgslandschaft des hinteren Gaulikessels ist im Norden vom Massiv mit dem Ränfenhorn, dem Hangendgletscherhorn und dem Tälligrat, im Westen von der Bergkette mit dem Bärglistock und dem Ewigschneehorn, im Süden von der Bergreihe Hubelhorn–Hienderstock–Bächlistock und im Südosten von der Kette Grosser Diamantstock–Hindertelltihorn–Golegghorn umgeben. Dieser Bereich des Gebirges gehört zu einer geologisch vielfältigen Zone am Nordrand des Aarmassivs. Bei der Entstehung der Alpen wurden starke Schichten des Grundgebirges angehoben und verfaltet, so dass sie jetzt als steil gestellte Felspartien erscheinen. Durch die Mitte des oberen Urbachtals zieht von Südwesten nach Nordosten die ungefähr zwei Kilometer breite Gneisformation der «Ferden-Guttannen-Zone». Sie bildet hauptsächlich den fluvioglazial überformten Felsuntergrund im Naturschutzgebiet Gauligletscher. Die südliche Bergkette steht im Bereich des «Zentralen Aare-Granits»; nur an der Gruppe des Hindertelltihorns sind Gneis- und Schieferschichten der «Sustenhorn-Zone» aufgeschlossen. Der Bergkranz um den Gauligletscher im Nordwesten liegt geologisch gesehen in der «Erstfeld-Zone», die ebenfalls aus Gneisgesteinen gebildet wird. Material von allen diesen Bergmassiven ist im Gletschervorfeld als Hangschutt, Moränenmaterial und Flussgeschiebe vorhanden.
Unter dem Gauligletscher entstand in einer weiten, vom Gletscher geschaffenen Senke im 20. Jahrhundert der natürliche Gaulisee mit der Oberfläche auf 2140 m ü. M. zunächst als Gletscherrandsee, der jedoch inzwischen vom Eis nicht mehr erreicht wird. Unterhalb des Schutzgebiets wird der Abfluss seit den 1950er Jahren im Mattenalpsee (1873 m ü. M.) gefasst, einem Stausee der Kraftwerke Oberhasli (KWO). Durch einen Stollen fliesst das Wasser in das obere Tal der Aare und wird in den Kraftwerken Handegg und Innertkirchen zur Stromproduktion genutzt. Weil der Mattenalpsee ein künstliches Gewässer ist, wurde die Grenze des Schutzgebiets ausserhalb seiner Ufer festgelegt. So sind die KWO bei der Wasserkraftnutzung durch das Schutzgebiet nicht eingeschränkt.

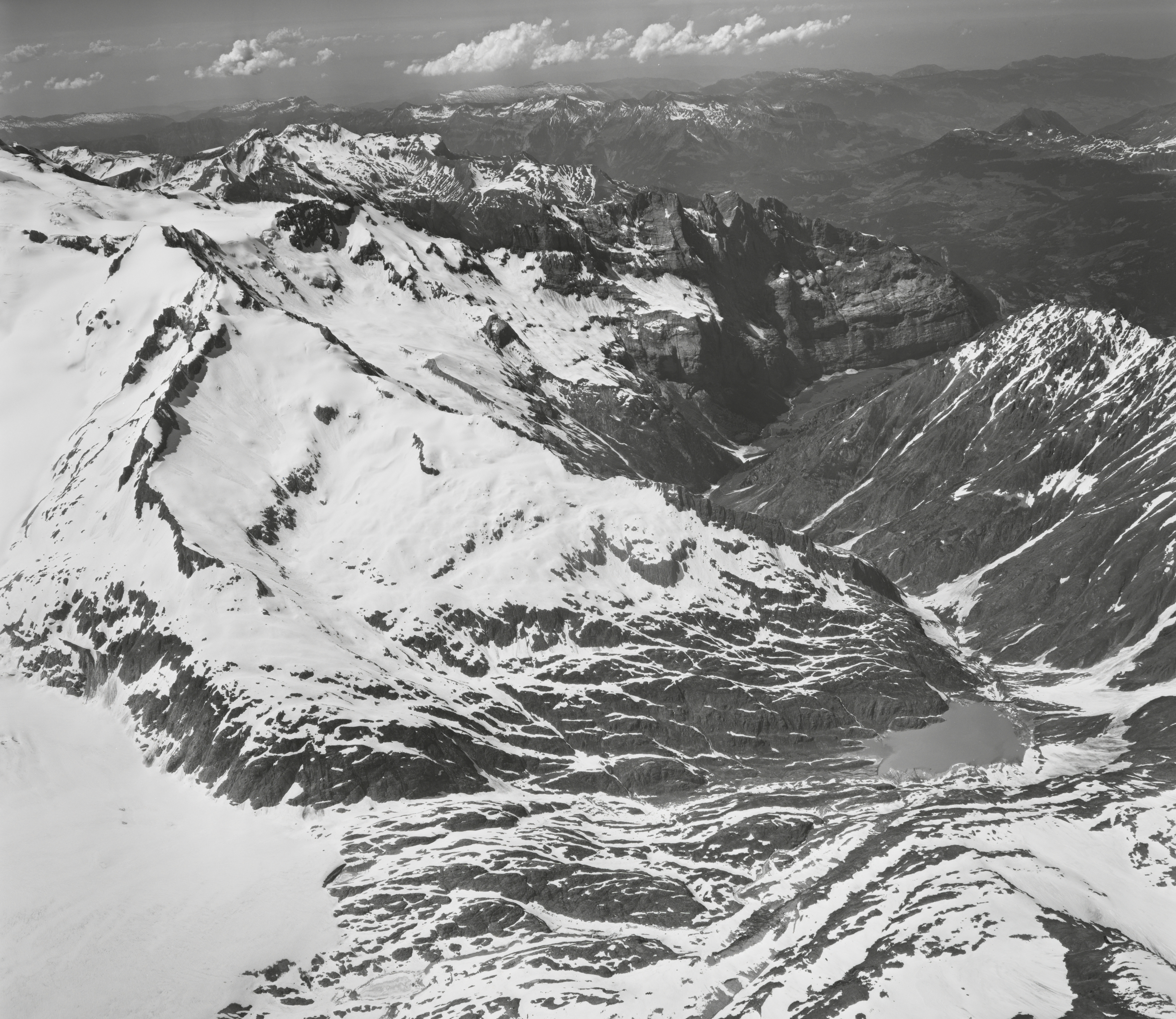
Urbachtal von Süden. Rechts unten Mattenalpsee, links unten Gauligletscher (1967)

Zwischen dem Mattenalpsee und dem Gaulisee ist der Talgrund durch zahlreiche Felsrippen, Rundhöcker und Hügel gegliedert, die verschiedene Wasserrinnen und Tümpel enthalten. Das Ürbachwasser überwindet eine Felsstufe mit Wasserfällen. Von Nordwesten fliesst der Chammlibach in das Tal und mündet in den Mattenalpsee. In der Nähe des Baches steht etwas ausserhalb des Schutzgebiets die Gaulihütte des Schweizer Alpen-Clubs.
Unter den Gletschern und Bergflanken erstrecken sich mächtige Hangschuttkegel mit Bergsturz- und Moränenmaterial bis in das Tal hinunter. Der Gletscherbach des Hindertelltigletschers hat mit hinabgeschwemmtem Schutt ein Delta im Gaulisee geschaffen, das diesen in zwei Flächen trennt. Auf der linken Seite des Gauligletschers und der rechten Seite der ehemaligen Zunge des Hindertelltigletschers sind grosse Seitenmoränen und entlang der ehemaligen Berührungslinie des Grünbergli- mit dem Hubelgletscher ein grosser Mittelmoränenwall liegen geblieben.
In der Nähe des Schutzgebiets befindet sich am Chammligrat ein Denkmal für den Flugunfall auf dem Gauligletscher von 1946.

## Flora
Auf dem schmalen Talboden über dem Mattenalpsee und auf vielen Geländeterrassen hat sich seit dem Rückzug der Gletscher die alpine Flora ausgebreitet. Pionierpflanzen der Fels- und Rasenvegetation und Flechten erreichten schon früh auch sehr hoch gelegene Stellen so wie zum Beispiel die Bergrücken der Chammliegg und des Grienbärglis, das seit dem 19. Jahrhundert ausaperte. Bergbäche mit Hochwasser und Murgänge bringen umgekehrt Samen und Erdschollen mit Pflanzen wieder auf das Schwemmland im Talboden hinunter. Zwergsträucher wachsen an vielen Stellen im Tal. Die Rasengebiete dienen als Weideflächen für Schafe. In der Umgebung des Mattenalpsees besiedeln Gebüsche den südlichen Berghang. Mit dem fortschreitenden Rückzug der Gletscher kann die weitere Entwicklung der Pflanzengemeinschaften im abgelegenen Hochtal beobachtet werden.